# بشيرلوي عليا
بشيرلوي عليا (بالفارسية: بشیرلوی علیا) هي منطقة سكنية تقع في قسم اجارود الغربي الريفي في إيران. يقدر عدد سكانها بـ 127 نسمة .